# Baioque
Baioque é o 18º álbum da cantora brasileira Elba Ramalho, lançado em 1997.
O título é inspirado na canção homônima de Chico Buarque (cujo nome é uma abreviatura de "baião" com "roque" - corruptela de "rock"), que abre o disco. Outro destaque do mesmo é a canção "Ciranda da Rosa Vermelha", incluída na trilha da telenovela A Indomada, exibida pela Rede Globo.

## Faixas
1. Baioque (Chico Buarque) - 3:31
2. Pavão Mysteriozo (Ednardo) - 4:05
3. S.O.S. (Raul Seixas) - 4:47
4. Paralelas (Belchior) - 3:43
5. Vila do Sossego (Zé Ramalho) - 4:00
6. Vamos Fugir (Gilberto Gil, Liminha) - 3:46
7. Zanzibar (Armandinho Macedo, Fausto Nilo) - 3:19
8. Os Argonautas (Caetano Veloso) - 4:08
9. Relampiano (Lenine, Moska) - 4:29
10. Xotes: Quando Chega o Verão (Dominguinhos, Abel Silva) / Até Mais Vê (Pedrinho, Primo) / Pequenininha (Assisão) - 4:19
11. A Música do Nosso Amor (Saul Barbosa, Jorge Pontual) - 3:17
12. Ciranda da Rosa Vermelha (Alceu Valença) - 3:58
13. Tambor do Mundo (Geraldo Azevedo, Fausto Nilo) - 2:56
14. Frevos: Eu Também Quero Beijar (Moraes Moreira, Pepeu Gomes, Fausto Nilo) / Chão da Praça (Moraes Moreira, Fausto Nilo) / Gemedeira (Robertinho de Recife, Capinam) - 5:05

## Músicos participantes
- Zé Ramalho: arranjos
- Zé Américo Bastos e Dominguinhos: arranjos e acordeom
- Lenine e Paulinho Moska: arranjos e violão
- Armandinho: arranjos e bandolim
- Robertinho de Recife: arranjos, guitarra, guitarra portuguesa e viola de 12 cordas
- Luiz Brasil: arranjos, guitarra e violão
- Pepeu Gomes: arranjos e guitarra
- Elba Ramalho: arranjos e voz
- Luiz Antônio: arranjos e teclados
- Julinho Teixeira e banda de Elba Ramalho: arranjos
- Jacaré, Roberto Lly e Dadi Carvalho: baixo
- Marcos Arcanjo: guitarra
- Renato Massa: bateria
- Luiz Antônio: teclados
- Paulinho He-Man, Mingo Araújo e Renato Ladeira: percussão
- Violino: Paul de Castro: violino
- David Ganc: sax
- Chico Oliveira: trompete
- Aldivas Ayres: trombone
- Léo Ortiz, Glauco Fernandes, Jesuína Passarotto, Eduardo Pereira, Hugo Pilger: cordas
- Fábio Mondego, Tadeu Mathias, Lúcia Perez e Roberta Little: vocais de apoio

## Créditos
- Produzido por Robertinho de Recife
- Direção artística: Jorge Davidson
- Assistentes de produção: Cláudia André, Fatinha e Moema
- Gravado no Studio Lagoa/RJ (março/97)
- Técnico de gravação: Jorge Jannarelli
- Mixado no Estúdio Mega/RJ (abril/97)
- Mixagem: Marcos Adriano e Robertinho de Recife
- Assistentes de estúdio: Pinheiro e Ben-Hur
- Masterização: Ricardo Garcia (Pro Master)
- Capa: Luiz Stein
- Foto: Murilo Meirelles
- Styling: Rui Côrtes
- Maquiagem: Ton Hyll
- Assistência de arte: Daniel Souza
- Assistência de foto: Alex Savino
- Assistência de styling: Roberta Stamatto
- Produção de arte: Déa Dornelles Martins
- Produção de foto: Domingos Alcântara
- Supervisor gráfico: Emil Ferreira